# Beremend

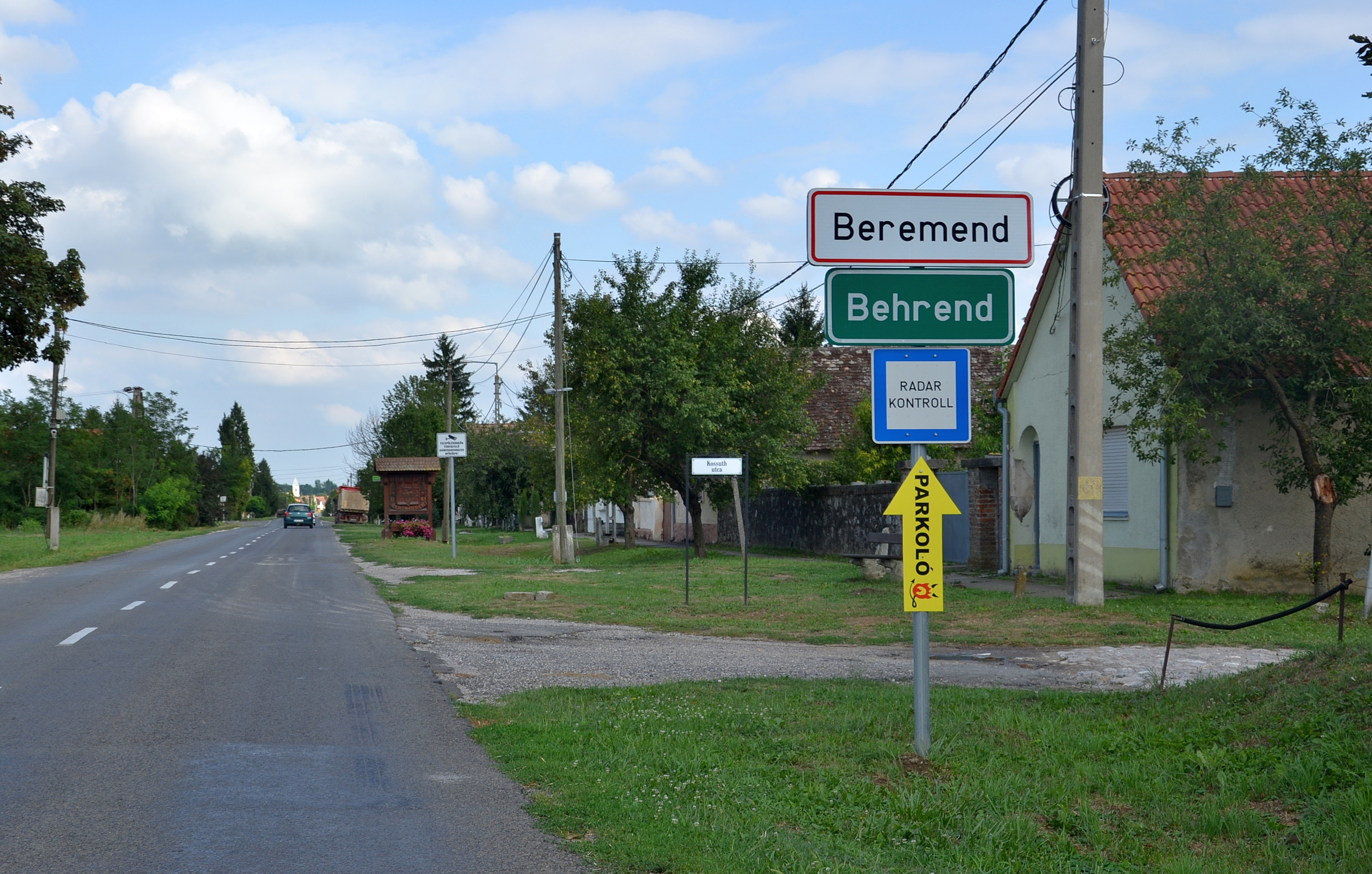
Ortseinfahrt

Beremend (kroatisch Breme, serbisch Бреме, deutsch Behrend) ist eine ungarische Großgemeinde im Komitat Baranya. Sie liegt gut einen Kilometer nordwestlich der Grenze zu Kroatien.

## Geschichte
Beremend wurde 1281 erstmals urkundlich erwähnt.

## Verkehr
Im Ort treffen die Landstraßen Nr. 5706 und Nr. 5708 aufeinander. Der nächste  Bahnhof befindet sich ungefähr sechs Kilometer nordöstlich in Magyarbóly.